# 비투스 베링
비투스 요나센 베링(덴마크어: Vitus Jonassen Bering, 러시아어: Ви́тус Ионассен Бе́ринг 비투스 이오나센 베린크[*], 문화어: 비투스 베링그, 1681년 8월 5일 ~ 1741년 12월 19일)은 덴마크 태생의 항해사이자, 탐험가였다. 러시아 해군에서 일했는데, 러시아 선원들은 베링을 이반 이바노비치(Ива́н Ива́нович)라고도 불렀다.
러시아의 표트르 1세의 명을 받아 아시아와 아메리카 두 대륙 사이의 해협을 탐험하여 베링 해협이라고 불렀다. 그 후 캄차카반도로의 탐험을 떠나 코만도르스키 제도와 알류샨 열도, 알래스카를 탐험하였다. 1741년에 베링섬에서 괴혈병으로 사망하였다.
베링 해협·베링해·베링섬 등의 지명은 모두 비투스 베링의 이름을 딴 것이다.

## 같이 보기
- 러시아령 아메리카

## 참고 문헌
- 이 문서에는 다음커뮤니케이션(현 카카오)에서 GFDL 또는 CC-SA 라이선스로 배포한 글로벌 세계대백과사전의 내용을 기초로 작성된 글이 포함되어 있습니다.